# BR50
Die BR50 (Berlin Research 50) ist ein Verbund der außeruniversitären Forschungseinrichtungen in Berlin.
BR50 soll Berlin als internationale Wissenschaftsmetropole stärken und Kräfte bündeln. Ziel ist es, Ansprechpartnerin für aktuelle wissenschaftliche und auch gesellschaftliche Fragen zu sein sowie die Interessen und Möglichkeiten der außeruniversitären Forschungseinrichtungen sichtbar zu machen. Als Dialogplattform der beteiligten Institutionen und Partner unterstützt BR50 den Austausch mit Gesellschaft und Politik sowie die Zusammenarbeit mit der Berlin University Alliance. Fast alle außeruniversitären Institute und Zentren im Berliner Raum gehören BR50 an. Der Zusammenschluss repräsentiert Forschungsgebiete aus allen wissenschaftlichen Bereichen.
Beim Gründungstreffen am 18. Februar 2020 im Max Liebermann Haus am Brandenburger Tor wurden Gründungskoordinatoren für vier Units gewählt:
- Unit 1, Lebenswissenschaften:  Thomas Sommer, kommissarischer Wissenschaftlicher Vorstand des Max-Delbrück-Centrums für Molekulare Medizin in der Helmholtz-Gemeinschaft (MDC)
- Unit 2, Sozial- und Geisteswissenschaften: Jutta Allmendinger, Präsidentin des Wissenschaftszentrums Berlin für Sozialforschung (WZB)
- Unit 3, Naturwissenschaften: Ulrich Panne, Präsident der Bundesanstalt für Materialforschung und -prüfung (BAM)
- Unit 4, Technik- und Ingenieurwissenschaften:  Michael Hintermüller, Direktor des Weierstraß-Instituts für Angewandte Analysis und Stochastik (WIAS), Vorstandssprecher des Forschungsverbundes Berlin e.V. (FVB)

Die Geschäftsstelle von BR50 ist beim Forschungsverbund Berlin e.V. in Adlershof angesiedelt. In einer Zweigstelle in Berlin-Mitte am Wissenschaftszentrum Berlin für Sozialforschung (WZB) werden die Einrichtungen der Geistes- und Sozialwissenschaften koordiniert.